# جیوانا ونتیگلیو ماتئوس
جیوانا ونتیگلیو ماتئوس (به انگلیسی: Giovanna Venetiglio Matheus) ژیمناست زادهٔ ۳ دسامبر ۱۹۸۹ میلادی اهل برزیل است.